# ジョー・マーサー (競馬)
ジョセフ・マーサー（Joseph Mercer、1934年10月21日 - 2021年5月17日）は、引退したイギリスのサラブレッド競走の騎手である。

## 経歴
1947年から1985年まで騎手として活躍し、合計2,810の勝鞍を挙げた。この数字はマーサーの引退時にはサー・ゴードン・リチャーズ (Gordon Richards) 、レスター・ピゴット (Lester Piggott) およびダグ・スミス (Doug Smith) が上回っただけで、その後凌いだのもパット・エデリー (Pat Eddery) とウィリー・カーソン (Willie Carson) だけである。
フレデリック・スニード (Frederick Sneyd) 調教師の見習い騎手となり、1953年まだ見習い期間中に英国クラシックレース初勝利をアンビギュイティのエプソムオークスで挙げた。また1952年と1953年の二度、英国の平地競走見習い騎手チャンピオンとなっている。
その後ジャック・コラン (Jack Colling) 、ディック・ハーン (Dick Hern) 、ヘンリー・セシル (Henry Cecil) およびピーター・ウォールウィン (Peter Walwyn) と専属契約を結び、セシル厩舎での期間中の1979年には、唯一となる英国の平地競走チャンピオンジョッキーのタイトルを獲得した。マーサーの騎乗キャリアで最も成功した馬は1970 - 1972年に18戦17勝したブリガディアジェラード (Brigadier Gerard) だった。1985年11月、騎手として最後の騎乗となるボールドレックス (Bold Rex) のノヴェンバーハンデキャップを勝利で飾り引退した。

## その後の生活
騎手を引退したマーサーは、最初にブレント・トムソン (Brent Thomson) とトニー・マクグロン (Tony McGlone) の騎手エージェントとして働き、1987年にはマクトゥーム・ビン＝ラーシド・アール＝マクトゥーム (Maktoum bin Rashid Al Maktoum)（ مكتوم بن راشد آل مكتوم ）のゲインズバラのレーシングマネージャーの仕事を引き受けた。2006年1月に引退。
マーサーの兄弟のマニー・マーサー (Manny Mercer) も騎手で（1959年レース事故で死亡）、姪のキャロリン (Carolyn) はパット・エデリー (Pat Eddery) と結婚している。
2021年5月17日に86歳で死去した。

## 主な騎乗馬
（騎乗時の主な勝鞍）
- タイムチャーター（英語版）　　Time Charter, 1983 （キングジョージ6世&クイーンエリザベスダイヤモンドステークス）
- クリス Kris, 1976 （セントジェームズパレスステークス、サセックスステークス、クイーンエリザベス2世ステークス、ロッキンジステークス）
- ルモス（英語版） Le Moss, 1975 （ゴールドカップ）
- バスティノ Bustino, 1971 （セントレジャー、コロネーションカップ）
- ハイクレア Highclere, 1971 （1000ギニー、ディアヌ賞）
- サンプリンセス（英語版） Sun Prince, 1969（ロベールパパン賞、クイーンアンステークス）
- ブリガディアジェラード Brigadier Gerard, 1968 （2000ギニー、セントジェームスパレスステークス、サセックスステークス、クイーンエリザベス2世ステークス、チャンピオンステークス（2回）、ロッキンジステークス、プリンスオブウェールズステークス、エクリプスステークス、キングジョージ6世&クイーンエリザベスステークス、クイーンエリザベス2世ステークス）
- リマンド Remand 1965 （チェスターヴェース、カンバーランドロッジステークス）
- スパニッシュエクスプレス  Spanish Express 1962 （ミドルパークステークス）
- フィダルゴ Fidalgo 1956 （アイリッシュダービー）

## イギリスクラシック勝鞍
- 1000ギニー - (2) - Highclere (1974), One in a Million (1979)
- 2000ギニー - (1) - Brigadier Gerard (1971)
- オークス - (1) - Ambiguity (1953)
- セントレジャー - (4) - Provoke (1965), Bustino (1974), Light Cavalry (1980), Cut Above (1981)